# Vacarisses
Vacarisses és un municipi de Catalunya situat a la comarca del Vallès Occidental. És el poble que es troba més a l'oest de la comarca, limítrof amb el Bages i el Baix Llobregat. Amb una extensió de 40,44 km², es troba en una petita depressió.
Vacarisses es troba en un punt intermedi entre les ciutats de Terrassa (a 13 km) i Manresa (a 18 km).
Al 2019 va arribar a la xifra de 6.688 habitants en el seu padró municipal (la més alta de la història), una població que va en augment per la seva ubicació estratègica entre Manresa, Terrassa i Sabadell.
Els barris que conformen el municipi de Vacarisses són 16: Bonavista, Ca l'Oliva, Can Serra, Carena Llarga, Els Caus, el Centre, la Colònia Gall, la Coma, la Creu, l'Eixample, la Farinera, el Palà, Can Pau Gran, Torreblanca I, Torreblanca II i el Ventaiol.
Vacarisses ostenta la XI Fira del Món Geganter el 2017 amb Ullastrell i Rellinars

## Geografia
- Llista de topònims de Vacarisses (Orografia: muntanyes, serres, collades, indrets..; hidrografia: rius, fonts...; edificis: cases, masies, esglésies, etc).

Amb una extensió de 40,54 km², es troba en una petita depressió (l'altura mitjana del terme és de 385 m) d'accidentat relleu que s'obre en els contraforts occidentals de la Serralada Prelitoral (de 940 m al Castellsapera).
Vacarisses enllaça amb l'autopista C-16 de Barcelona a Berga —que passa per Sant Cugat del Vallès, Terrassa, Vacarisses i Manresa—, l'autovia C-58 de Barcelona a Terrassa i Castellbell i el Vilar / Manresa; i l'antiga carretera de Gràcia a Manresa. A pocs quilòmetres del nucli urbà, hi ha l'estació de ferrocarril de Vacarisses de Renfe, situada al barri de Can Serra (Vacarisses Oest) de la línia de Barcelona a Saragossa que, a més, compta amb un baixador a l'estació de Vacarisses-Torreblanca, al barri de Torreblanca (Vacarisses Sud). Les dues estacions de Vacarisses pertanyen a la línia R4 de Rodalies de Catalunya, que connecta Manresa amb l'estació de Sant Vicenç de Calders —passant per Terrassa, Sabadell, Barcelona, L'Hospitalet de Llobregat, Martorell i Vilafranca del Penedès, entre d'altres.

## Història
El terreny accidentat i l'escassetat de fonts poden haver determinat la falta d'elements arqueològics de la prehistòria, i així les restes més antigues són de l'època neolítica. El lloc de Vacarisses s'esmenta per primer cop en un document de l'església de Sant Fermí (l'església antiga de Rellinars) al segle x. Cal dir que Vacarisses va formar durant molts segles un sol municipi amb el terme de Rellinars.
Vora el poble, en un pujol, hi ha la Torrota, una torre de planta circular que servia de punt de vigilància, comunicada visualment amb la torrota de Monistrol i amb la de l'Obac. Cal relacionar el castell de Vacarisses amb Guillem de Montcada, ja que a la segona meitat del segle xi estava en mans d'aquesta família, i a més Guillem de Montcada s'anomena de Vacarisses o de Muntanyola en els primers documents en què és esmentat, a finals del segle x.
Tot i que el castell estava en mans dels Montcada i que a principis del segle xiv la castlania l'exercien els Castellet, sembla que la senyoria superior devia pertànyer al rei, ja que el 1358 Pere el Cerimoniós el va vendre, juntament amb la jurisdicció, al seu conseller Jaume Desfar. El castell va ser propietat d'aquesta família fins a finals del segle xvi, quan Isabel Desfar es va casar amb el capità Francesc Amat i la senyoria va passar a aquesta família.
L'any 1670, el castell està en poder de Josep d'Amat i de Planella, que contreu matrimoni amb Marianna de Junyent. A aquest cavaller, Felip V li va atorgar el 1702 el títol de primer marquès de Castellbell. Al castell de Vacarisses hi nasqué un fill seu, Manuel d'Amat i de Junyent, que va aconseguir, per mèrits de guerra, ser tinent general de l'exèrcit i, més tard, governador de Xile i virrei del Perú. Essent virrei del Perú, es va recordar dels seus compatricis i va fer vint-i-sis dots, per ser lliurats entre la gent del seu poble natal.

## Territori
Encara que hi ha moltes fonts al terme, únicament són notables pel seu cabal les fonts de Can Còdol, i per això Vacarisses sempre ha estat terra de secà. Les característiques físiques del sòl no han permès una mecanització industrial, i ara només es treballen unes 25 ha de secà i uns quants horts familiars.
El bosc ocupa una gran part del terme, i hi ha caça menor (conills i perdius) i algun senglar. Abans, els anys de pluges favorables, s'hi collien bolets. Els conreus que ocupaven una bona part del terme han estat abandonats o se n'ha urbanitzat el terreny, ja que ara l'economia es basa en la indústria i els serveis.

## Demografia
La prosperitat agrària va fer que la població augmentés durant el segle xix: es va passar de 659 habitants l'any 1787 a 986 el 1860. A principis del segle xx, però, ja va començar a disminuir. El 1900 hi havia 808 habitants, el 1930 n'hi havia 507 i el 1960, 383. Després, el 1970 va augmentar fins a 410 habitants; el 1979, a 429; i el 1981, a 443. L'any 1989 tenia 745 habitants. Actualment té un padró municipal de 4.802 habitants, població que augmenta considerablement els caps de setmana i els períodes estivals. Formen el municipi, juntament amb el nucli urbà o nucli antic, les següents urbanitzacions: Bonavista, Ca l'Oliva, Can Serra, Els Caus, La Colònia Gall, La Coma, L'Eixample, La Farinera, El Fresno, El Palà, La Creu, El Pau Gran, Torreblanca I, Torreblanca II, Carena Llarga i El Ventaiol. Sense oblidar el Polígon Industrial de Can Torrella.
| Entitat de població             | Habitants (2023) |
| Can Serra                       | 1.914            |
| Torreblanca I                   | 1.107            |
| Vacarisses                      | 971              |
| Torreblanca II                  | 927              |
| el Ventaiol                     | 711              |
| el Raval del Palà               | 394              |
| els Caus                        | 371              |
| l'Eixample                      | 355              |
| la Coma                         | 265              |
| Camí de la Creu                 | 154              |
| la Colònia Gall                 | 96               |
| el Fresno                       | 90               |
| Bonavista                       | 38               |
| Ca l'Oliva                      | 27               |
| la Farinera                     | 27               |
| el Pau Gran                     | 13               |
| Polígon industrial Can Torrella | 0                |
| Font: Idescat                   |                  |

| 1497 f | 1515 f | 1553 f | 1717 | 1787 | 1857  | 1877 | 1887 | 1900 | 1910 |
| ------ | ------ | ------ | ---- | ---- | ----- | ---- | ---- | ---- | ---- |
| 22     | -      | 23     | 399  | 657  | 1.993 | 928  | 949  | 808  | 754  |

| 1920 | 1930 | 1940 | 1950 | 1960 | 1970 | 1981 | 1990 | 1992 | 1994 |
| ---- | ---- | ---- | ---- | ---- | ---- | ---- | ---- | ---- | ---- |
| 577  | 507  | 605  | 404  | 383  | 410  | 443  | 789  | 977  | 977  |

| 1996  | 1998  | 2000  | 2002  | 2004  | 2006  | 2008  | 2010  | 2012  | 2014  |
| ----- | ----- | ----- | ----- | ----- | ----- | ----- | ----- | ----- | ----- |
| 1.711 | 2.084 | 2.687 | 3.181 | 3.931 | 5.094 | 5.787 | 6.017 | 6.231 | 6.218 |

| 2016  | 2018  | 2020  | 2022  | 2024  | 2026 | 2028 | 2030 | 2032 | 2034 |
| ----- | ----- | ----- | ----- | ----- | ---- | ---- | ---- | ---- | ---- |
| 6.192 | 6.486 | 6.832 | 7.325 | 7.563 | -    | -    | -    | -    | -    |

## Política
| Període      | Nom de l'alcalde/-essa   | Partit polític | Data de possessió |
| ------------ | ------------------------ | -------------- | ----------------- |
| 1979 - 1983  | Joan Baya Cañellas       | UCD            | 19/04/1979        |
| 1983 - 1987  | Fermi Masana i Simo      | CiU            | 28/05/1983        |
| 1987 - 1991  | Fermi Masana i Simo      | CiU            | 30/06/1987        |
| 1991 - 1995  | Salvador Boada i Guárdia | UIPV *         | 15/06/1991        |
| 1995 - 1999  | Salvador Boada i Guárdia | UIPV *         | 17/06/1995        |
| 1999 - 2003  | Salvador Boada i Guárdia | UIPV *         | 03/07/1999        |
| 2003 - 2007  | Salvador Boada i Guárdia | UIPV *         | 14/06/2003        |
| 2007 - 2011  | Carles Canongia Gerona   | PSC            | 16/06/2007        |
| 2011 - 2015  | Salvador Boada i Guárdia | UIPV *         | 11/06/2011        |
| 2015 - 2019  | Antoni Masana Ubach      | ERC            | 13/06/2015        |
| 2019 - 2023  | Antoni Masana Ubach      | ERC            | 15/06/2019        |
| Des del 2023 | Antoni Masana Ubach      | ERC            | 17/06/2023        |

*UIPV - Unió Independent per Vacarisses

## Llocs d'interès
- Alzina de Can Mimó i Teix de l'Obac
- Casanova de l'Obac.[2]
- Can Vives
- Can Pau Gran
- Can Sanana
- Les Vendranes
- Can Lleonard
- La Calsina
- Forn encantat
- Barraques de pedra seca de Vacarisses

## Festes
La festa local és el 26 de maig , per Sant Felip Neri, en què la Baixada de la Vaca és un esdeveniment que té una popularitat creixent.